# Marilyn Chambers

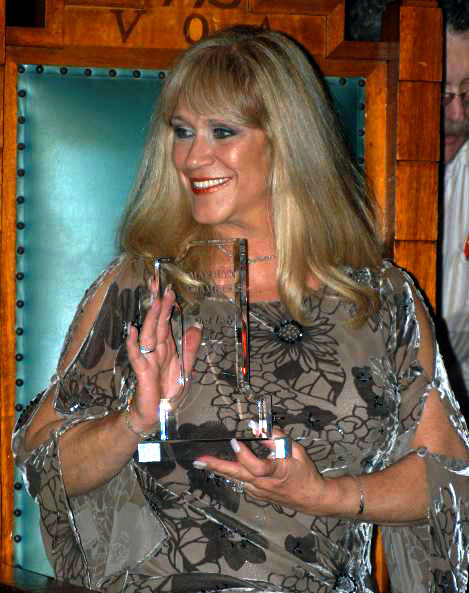
Marilyn Chambers, 2005.

Marilyn Chambers, ursprungligen Marilyn Ann Briggs, född 22 april 1952 i Providence, Rhode Island, död 12 april 2009 i Santa Clarita, Kalifornien, var en amerikansk porrskådespelerska och politiker. Hon var mest känd för sin första porrfilm Bakom lustans gröna dörr (Behind the Green Door, 1972).
Personal Choice Party nominerade Chambers som partiets vicepresidentkandidat i presidentvalet i USA 2004 och 2008. Partiets kandidater förekom på valsedeln i delstaten Utah. Presidentkandidaten Charles Jay och vicepresidentkandidaten Chambers fick 946 röster i presidentvalet 2004.
Den 12 april 2009 hittades hon död i sitt hem av sin dotter McKenna. Hon dog av hjärnblödning och aneurysm orsakade av en hjärtsjukdom.

## Filmografi
- 1990 – Breakfast in Bed